# タンディ・センター地下鉄
タンディ・センター地下鉄（英語: Tandy Center Subway）は、かつてアメリカ合衆国のテキサス州フォートワースに存在した電化鉄道路線（地下鉄）。元は駐車場からの連絡用として商業施設を運営する事業者によって建設された路線で1963年に開通したが、利用客減少や沿線環境の変化により2002年に廃止された。

## 概要
タンディ・センター地下鉄のルーツは、1963年2月15日に開通したレオナルド・M&O地下鉄（Leonard M&O Subway）に遡る。開通当時、フォートワースのダウンタウン地区にはマーヴィン・レオナルド（Marvin Reonard）が1918年に創業した商業施設の"レオナルド・デパートメント・ストア"が存在しており、店舗拡張の際に建物から離れた場所に収容量5000台の大型駐車場が建設され、双方を結ぶ交通手段として選択されたのが鉄道であった。駐車場が開業した当初はバスによる連絡輸送が行われ、その間にマーヴィンは弟のオビー（Obie Reonard）らと共に鉄道建設に携わった。
名称の"地下鉄"（Subway）の由来となったのは道路下を走る地下区間で、石灰岩を掘り下げる形で建設された。この区間を通った先にあるターミナル駅を含めて駅は5箇所に設置され、地上の4駅は駐車場と接続していた。車両は1962年までワシントンD.C.で使用されていたPCCカーを15両譲受し、気温が高いフォートワースに対応するため冷房装置が設置された後、大規模な車体更新も実施された。当時の名称の"M&O"は、マーヴィン（Marvin）とオビー（Obie）兄弟にちなんだものであった。
フォートワース市長を招いた開通式ではオビーが金色のスパイクを枕木に打ち込み、デパートでは開通記念セールや音楽番組の生放送も実施された。だが、郊外のショッピングモールが発展するにつれてレオナルド・デパートメント・ストアの来客数は減少し、1967年にタンディ・コーポレーションへ売却された。その後建物は解体され、1974年に本社を兼ねた複合施設であるタンディ・センター（現：シティ・プレイス）が同地に完成し、地下鉄はタンディ・センター地下鉄に名称を変更した上で引き続き運行される事となった。
以降はラジオシャックを始めとするタンディ・センター内の施設で働く従業員や、デパートの後継として設置されたショッピングモールやアイスリンクの利用客、更にフォートワース公共図書館への交通手段として長年使用された。だが1995年にショッピングモールが移転し、代わりに開店したアウトレットモールも閉店した事、ラジオシャックの本社移転も決定した結果、2002年8月30日をもってタンディ・センター地下鉄は廃止された。
その後は駅舎や架線、線路など大半の施設施設は撤去され、トンネルも入口が封鎖された一方、2両の車両が保存された。
- "Leonard's Number 1" - 開業時に導入され、早期に運用を離脱した事で廃車まで原型が維持された車両。1982年に解体を免れてフォートワースの南にある牧場で保管された後、2007年にレオナルド博物館（Leonard's Museum）へ寄付された。翌2008年には修復工事が実施され、2019年現在はシティ・プレイス内にあるテキサス・キャピタル・バンク（Texus Capital Bank）の建物（One City Place）のロビーで、地下鉄の歴史を伝えるパネルと共に静態保存されている[6][7]。

- 143 "Winnie"（旧番不明） - 廃止後の2003年にダラスの動態保存路線であるM-Lineへ譲渡され、路面電車区間に対応した改造や改番を受けたうえで使用されていたが、機器の故障が多発した事から2010年をもって運行を離脱した[8]。

## ギャラリー

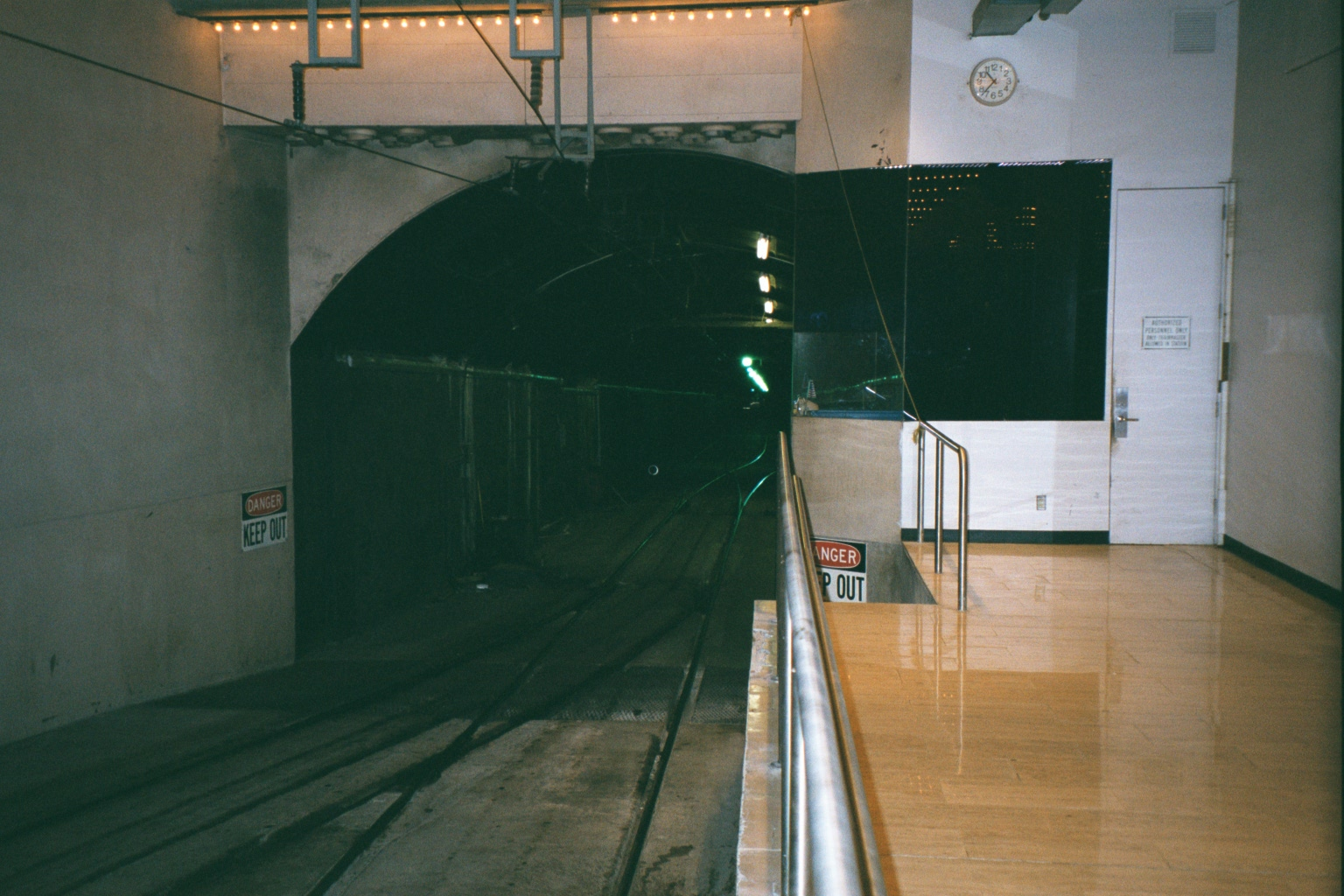
地下区間へ続くトンネルの入り口（2002年撮影）
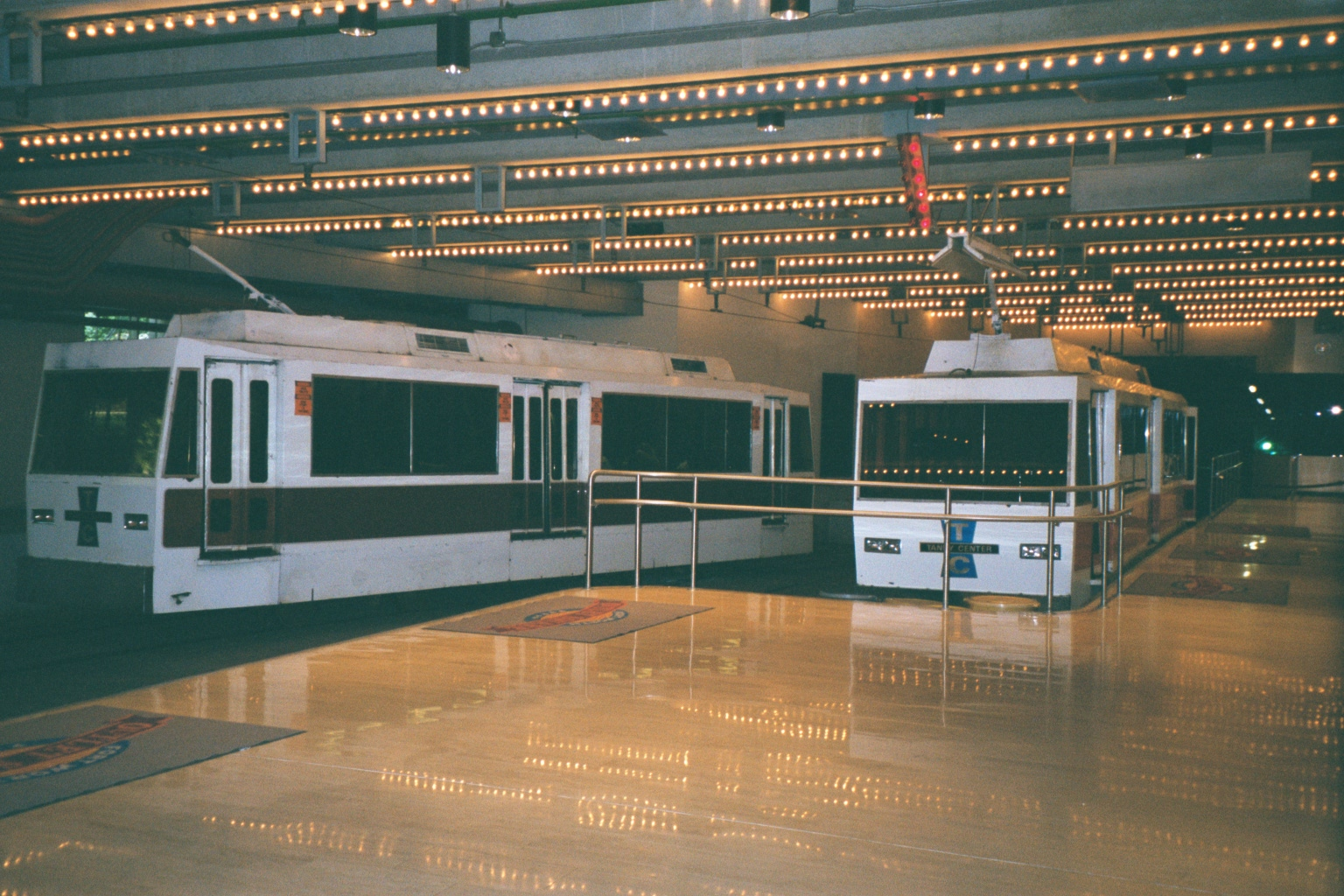
タンディ・センターの地下に設置されていたターミナル駅（2002年撮影）
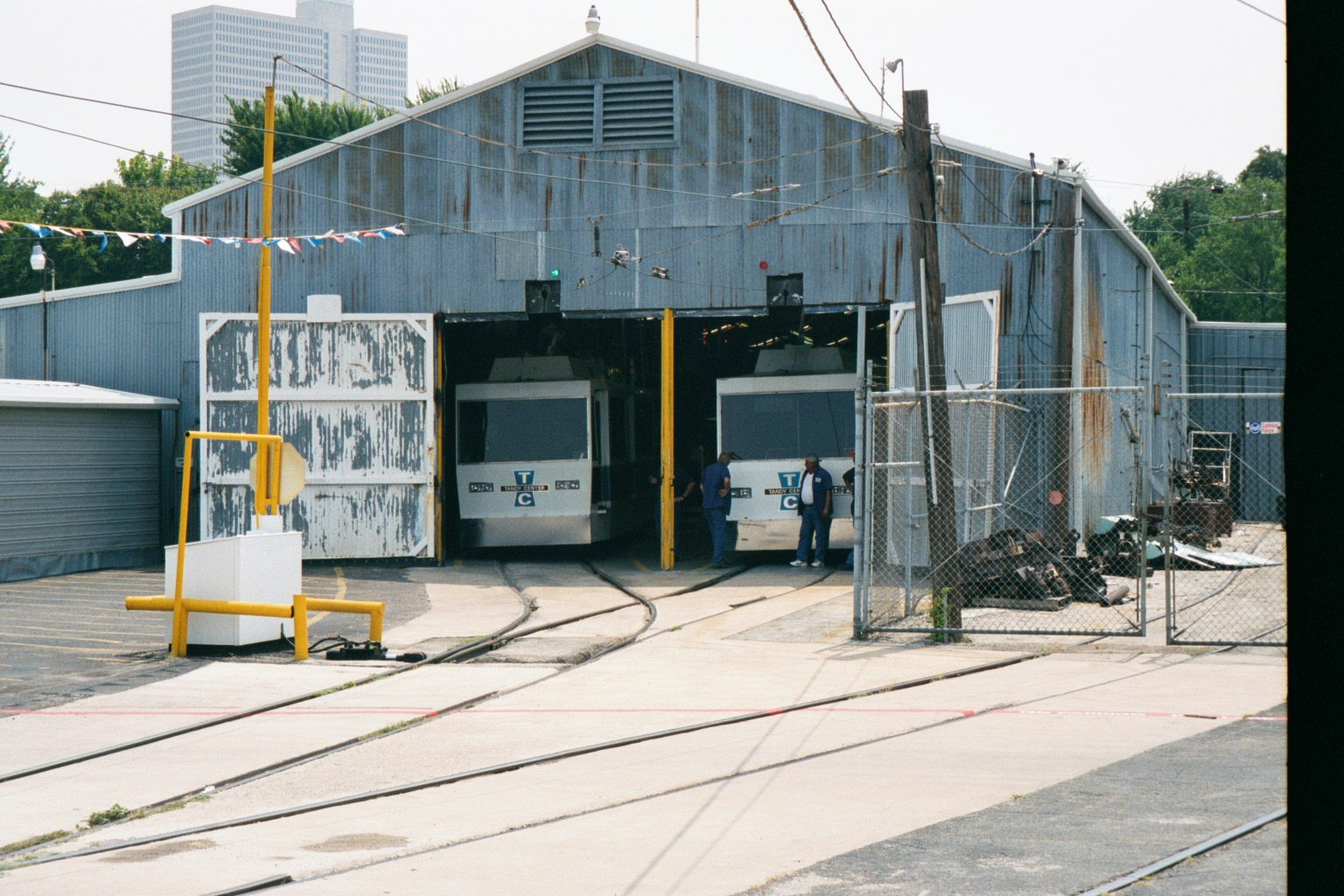
車庫（2002年撮影）
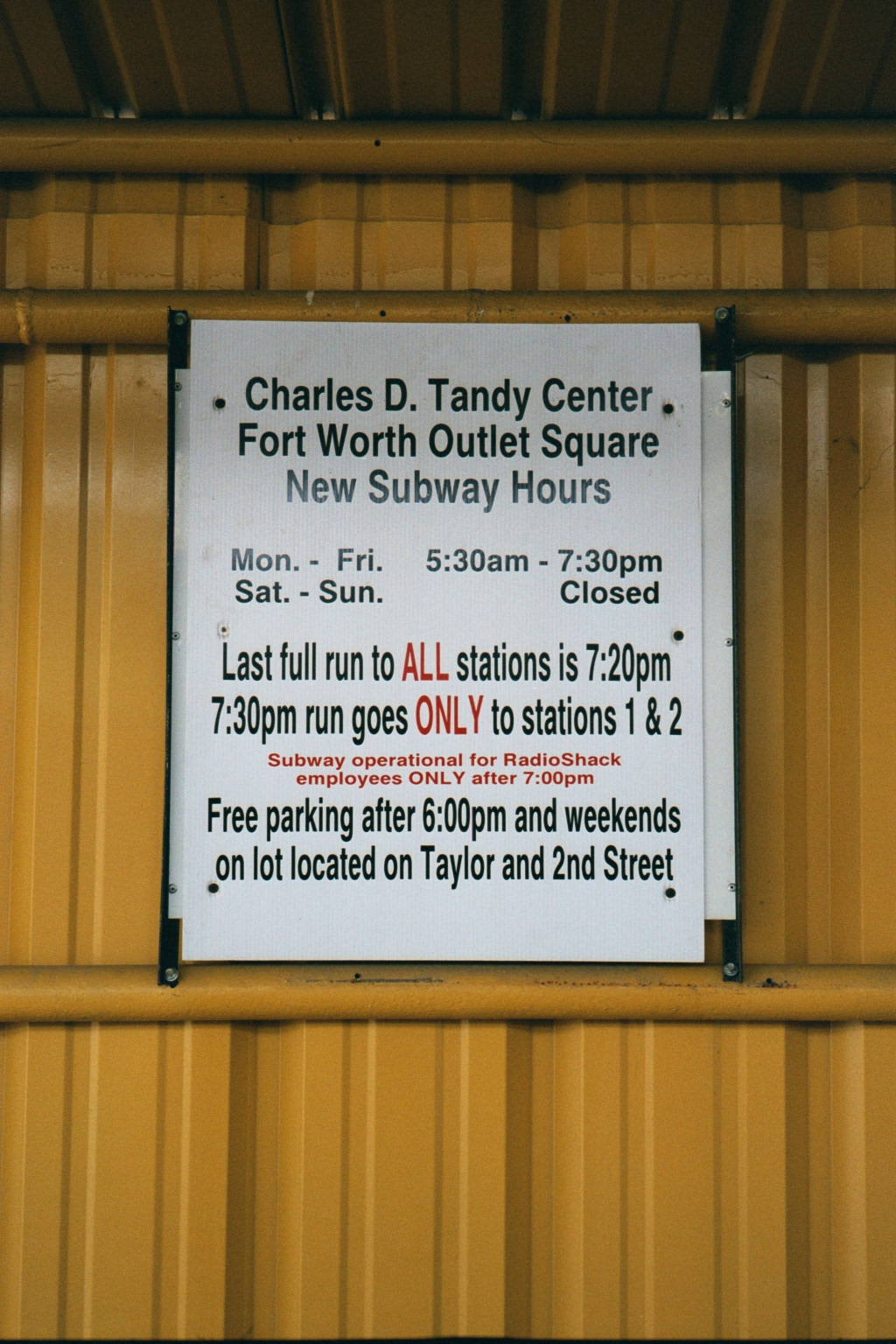
駅に設置されていた時刻表（2002年撮影）

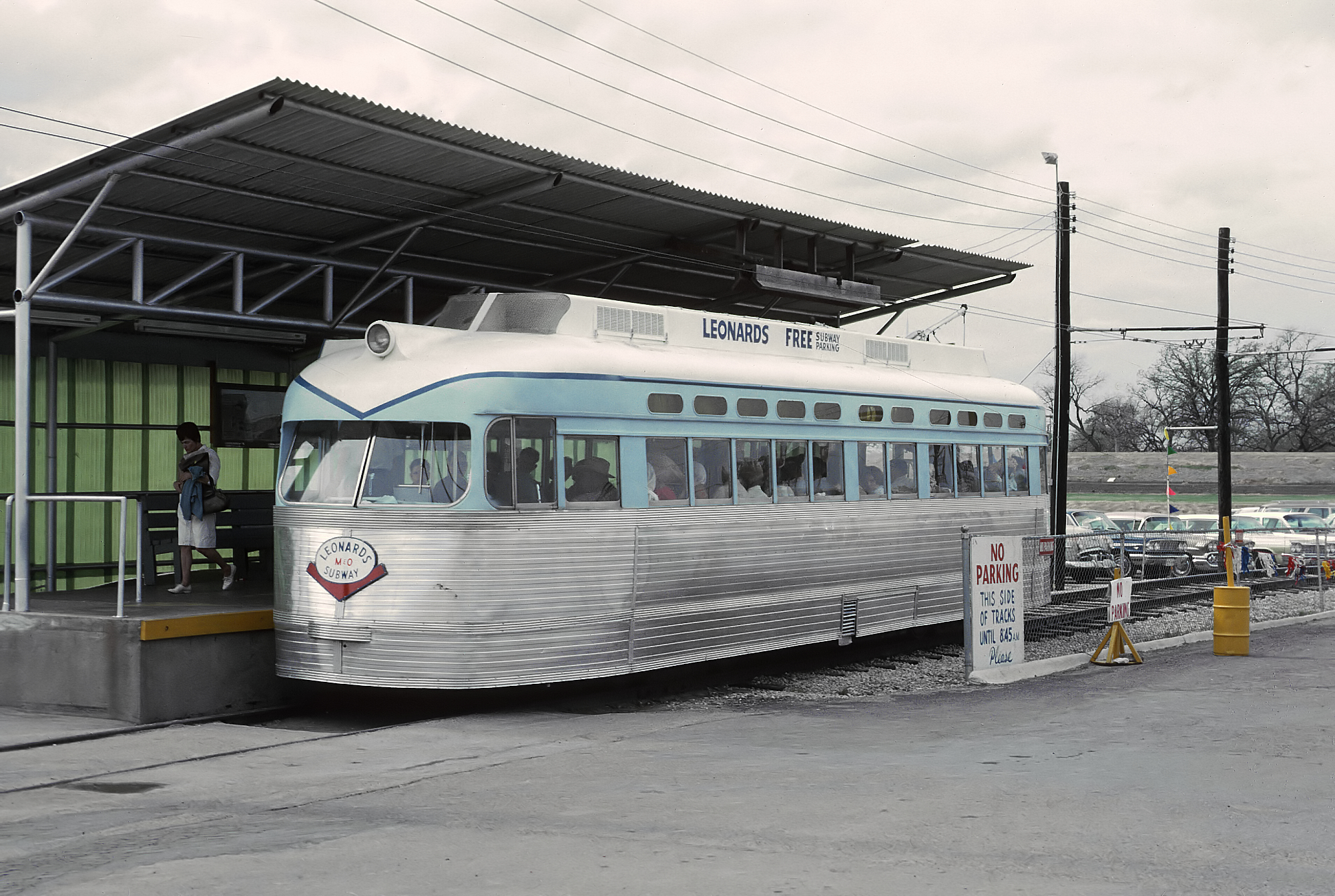
導入当初の車両 PCCカーの原型が比較的保たれていた（1967年撮影）
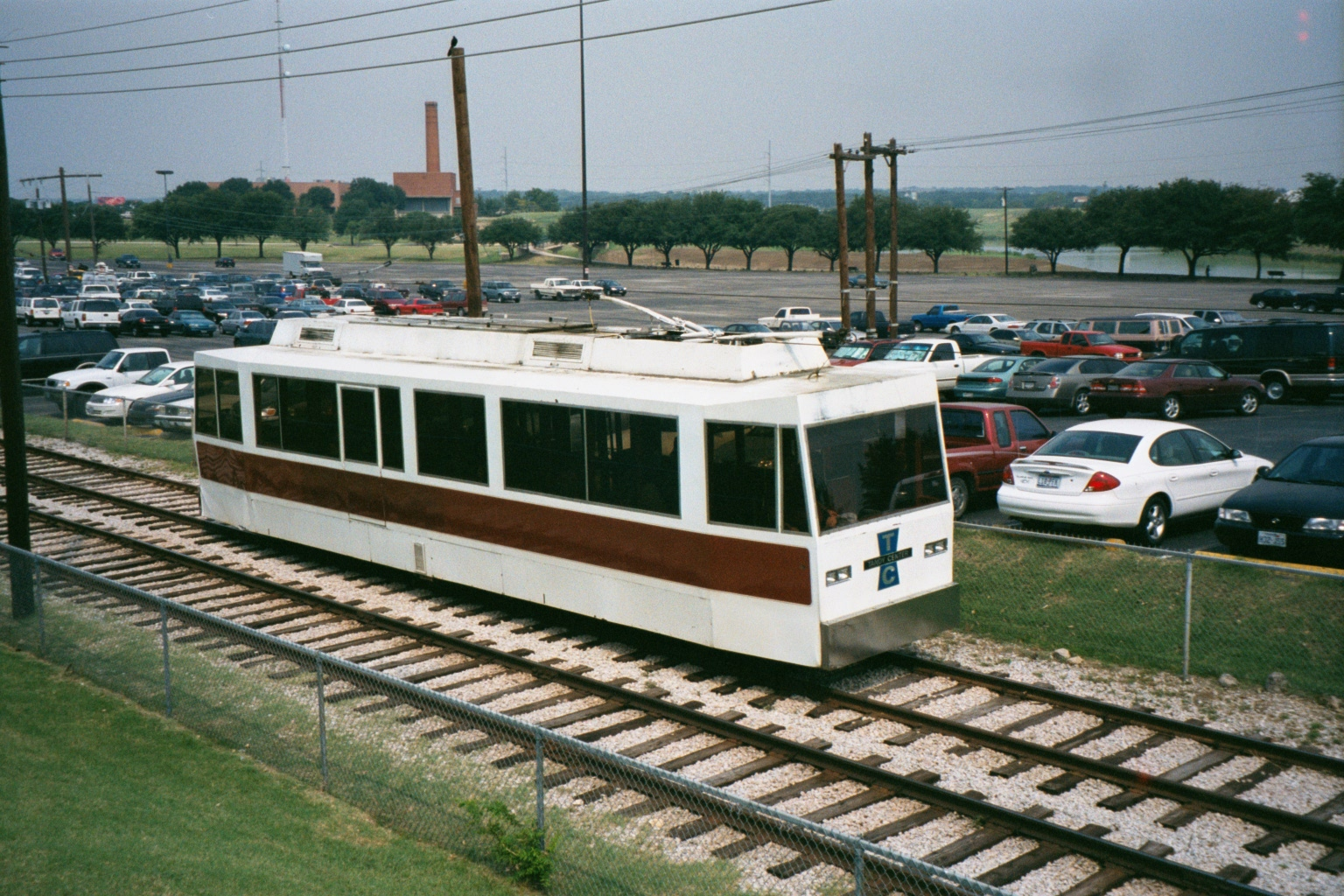
新規に製造された箱型車体に更新された車両（2002年撮影）
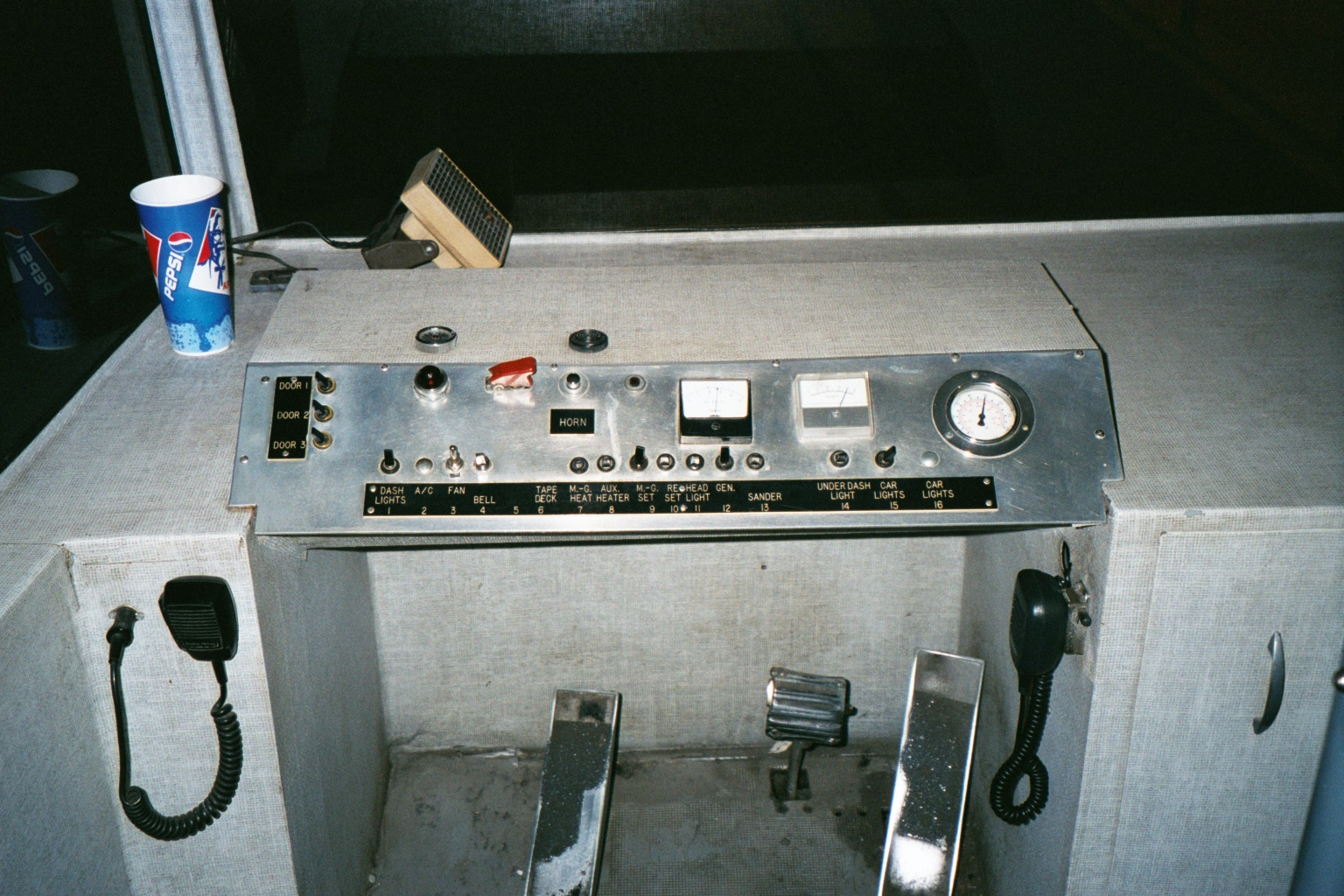
運転台（2002年撮影）